# Holten Castenschiold
Holten Frederik Castenschiold (12. marts 1865 på Borreby – 13. januar 1950 på Københavns Militærhospital) var en dansk generalmajor og kammerherre. Han var formand for Danmarks Idræts-Forbund fra 1922-1941. Fra 1923-1925 var han formand for Danmarks Olympiske Komité. Han var desuden medstifter af og formand for Dansk Militært Idrætsforbund 1918-1922, og æresformand for Dansk Ride Forbund fra stiftelsen i 1918.
Han var søn af cand.polit. Henrik Castenschiold og hustru Julie f. Uldall, blev student fra Schneekloths Skole 1883, sekondløjtnant 1886, premierløjtnant samme år, ritmester 1901, adjutant hos Prins Christian (X) 1902-06, oberstløjtnant 1906, chef f. 3. Dragonregiment 1906-09, stabschef ved 2. Generalkommando 1909, oberst 1910. Han blev generalmajor og chef for 2. Division april 1913, generalinspektør for Rytteriet 15. oktober 1913 og var kommandant i København 1926-30 samt tillige chef for Landstormen 1923-29. Han tog afsked april 1930.
Han var også formand for Idrætsmærkets bestyrelse 1922-1943, æresformand for samme, medlem af bestyrelsen for Københavns Understøttelsesforening, formand 1933-1939 og æresøverste i selskabet De danske Forsvarsbrødre. Han var bl.a. Storkorsridder af Dannebrog og Dannebrogsmand.
Han blev gift 8. maj 1891 med Carry f. Fugl (19. februar 1869 – 1946), datter af ingeniør N.C. Fugl og hustru Thyra f. Friis.
Han er begravet på Garnisons Kirkegård, men gravstedet er nedlagt i 1990.